# Bertha's Mission
Bertha's Mission è un cortometraggio muto del 1911. Non si conosce il nome del regista che non viene riportato nei credit del film interpretato da Carlyle Blackwell.

## Produzione
Il film fu prodotto dalla Vitagraph Company of America

## Distribuzione
Distribuito dalla General Film Company, il film - un cortometraggio in una bobina - uscì nelle sale statunitensi il 3 marzo 1911.